# Barastre
Barastre település Franciaországban, Pas-de-Calais megyében. Lakosainak száma 314 fő (2022. január 1.). Barastre Haplincourt, Rocquigny, Villers-au-Flos, Mesnil-en-Arrouaise, Bertincourt és Bus községekkel határos.

## Népesség
A település népességének változása:
| Lakosok száma | 288  | 306  | 310  | 307  | 307  | 312  | 319  | 321  | 314  |
|               | 2013 | 2015 | 2016 | 2017 | 2018 | 2019 | 2020 | 2021 | 2022 |